# Ilha Atka
Atka (ou Atx̂ax na língua aleúte) é uma ilha do Alasca, Estados Unidos da América, no distrito censitário de Aleutians West. É a maior das ilhas Andreanof, um sub-arquipélago das ilhas Aleutas. Com 105 km de comprimento e 32 de largura, tem uma área de 1048 km² e é a 22.ª maior ilha dos Estados Unidos.
Situada a 80 km a leste de Adak. No nordeste da ilha fica o vulcão Korovin. A vila de Atka está na parte leste da ilha. Durante a Segunda Guerra Mundial estabeleceu-se uma base militar na ilha, que ainda aí permanece.